# David Letterman
David Michael Letterman (12 de abril de 1947) es un presentador, comediante, escritor y productor de televisión estadounidense. Fue anfitrión de programas de entrevistas televisivas a altas horas de la noche durante 33 años, comenzando el 1 de febrero de 1982, debutando en Late Night con David Letterman en NBC, y finalizando con la transmisión del programa Late Show con David Letterman en CBS el 20 de mayo de 2015. En total, Letterman hizo 6080 episodios de Late Night y Late Show, superando a su amigo y mentor Johnny Carson como el presentador de programas de entrevistas nocturno más veterano en la historia de la televisión estadounidense. En 1996, Letterman se ubicó en el puesto 45 entre las 50 estrellas de TV más grandes de todos los tiempos de TV Guide . En 2002, The Late Show con David Letterman ocupó el séptimo lugar en los 50 mejores programas de televisión de TV Time de todos los tiempos.
Letterman actualmente es el presentador de la serie de Netflix, My Next Guest Needs No Introduction with David Letterman. Letterman también es productor de televisión y cine. Su compañía, Worldwide Pants, produjo sus shows, así como The Late Late Show con Craig Ferguson y varias comedias en horario prime-time, la más exitosa de las cuales fue Everybody Loves Raymond, ahora en redifusión.
Varios presentadores de shows han citado la influencia de Letterman, incluyendo a Conan O'Brien (su sucesor en Late Night ), Stephen Colbert (su sucesor en The Late Show ), Jimmy Fallon, Jimmy Kimmel, John Oliver y Seth Meyers.

## Primeros años y carrera
Letterman nació en Indianápolis, Indiana. Su padre, Harry Joseph Letterman (15 de abril de 1915 - 13 de febrero de 1973), era un florista. Su madre, Dorothy Marie Letterman Mengering (de soltera Hofert; 18 de julio de 1921 - 11 de abril de 2017), secretaria de la iglesia de la Segunda Iglesia Presbiteriana de Indianápolis, fue una figura ocasional en el show de Letterman, generalmente en días festivos y cumpleaños.
Vivía en el lado norte de Indianápolis (área de Broad Ripple), a unas 12 millas de Indianapolis Motor Speedway y disfrutaba coleccionando modelos de coches, incluidos deportivos. En el 2000, le dijo a un entrevistador de Esquire que, mientras crecía, admiraba la capacidad de su padre para contar chistes y ser la vida de la fiesta. Harry Joseph Letterman sobrevivió a un ataque al corazón a los 36 años, cuando David era un niño. El miedo a perder a su padre estaba constantemente con Letterman mientras crecía. El viejo Letterman murió de un segundo ataque cardíaco a los 57 años. 

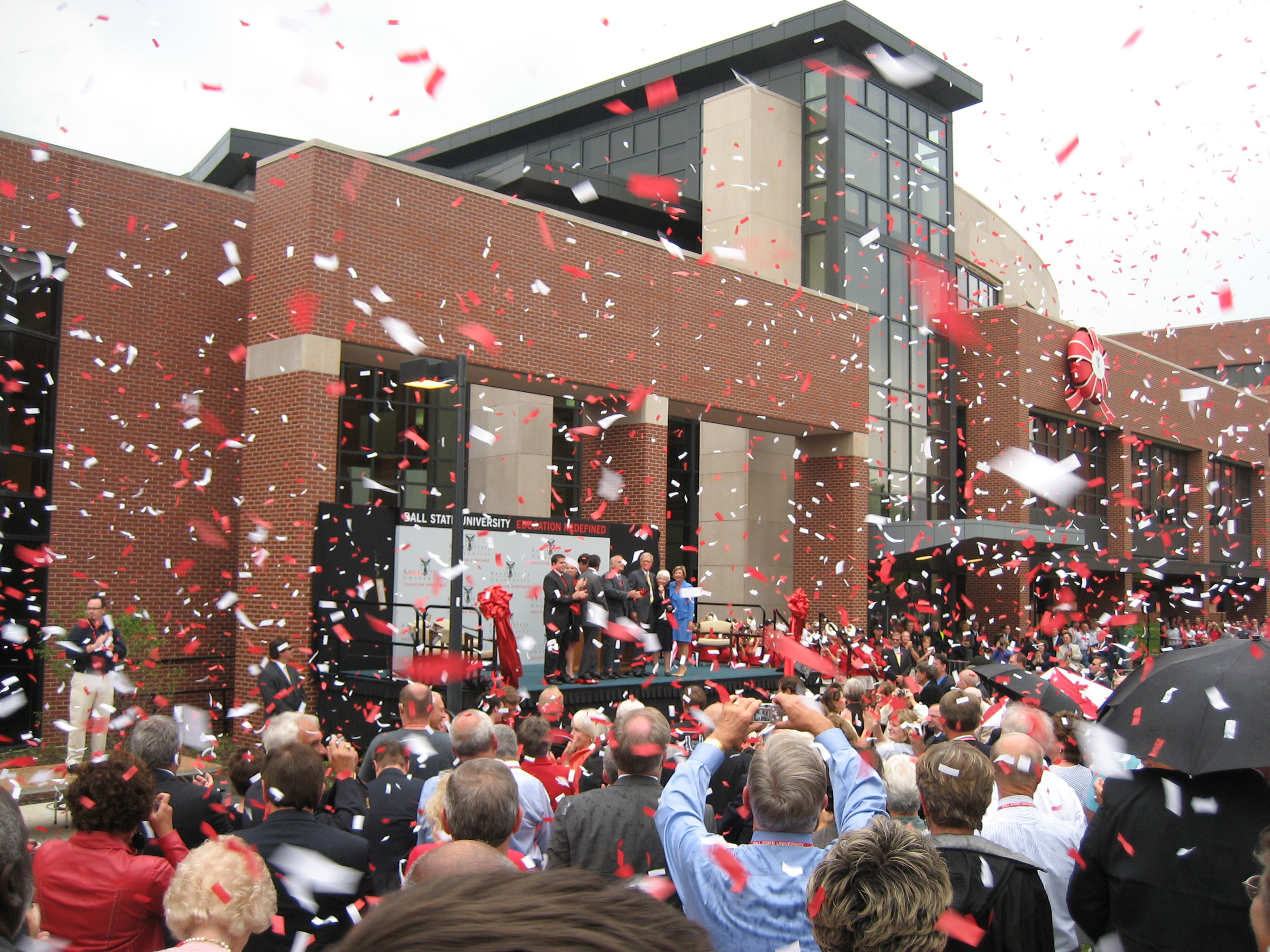
La asociación de Letterman con Ball State University fue reconocida por una ceremonia de cambio de nombre para su edificio de comunicación y medios David Letterman en 2006.

Letterman asistió a la escuela secundaria Broad Ripple de su ciudad natal y trabajó como reponedor en el supermercado local Atlas. Según el Ball State Daily News, originalmente había querido asistir a la Universidad de Indiana, pero sus audiencias no eran lo suficientemente buenas, así que en cambio asistió a la Universidad Estatal de Ball, en Muncie, Indiana . Es miembro de la fraternidad Sigma Chi y se graduó en 1969 de lo que entonces era el Departamento de Radio y Televisión. Un estudiante promedio que se describe a sí mismo, Letterman más tarde otorgó una beca para lo que llamó "estudiantes C" en Ball State.
Aunque se inscribió para el draft y pasó su examen físico después de graduarse de la universidad, no fue reclutado para el servicio en Vietnam debido a que recibió un número de lotería de draft de 346 (de 366).
Letterman comenzó su carrera en la radiodifusión como locutor y presentador de noticias en la estación de radio dirigida por estudiantes de la universidad, WBST, una estación de campus de 10 vatios que ahora forma parte de la Radio Pública de Indiana . Él fue despedido por tratar a la música clásica con irreverencia. Luego se involucró con la fundación de otra estación del campus: WAGO-AM 570 (ahora WWHI, 91.3).
 

Da crédito a Paul Dixon, presentador de Paul Dixon Show, un programa de entrevistas basado en Cincinnati que también se mostró en Indianápolis mientras crecía, por inspirar su elección de carrera: 
 Acababa de salir de la universidad [en 1969], y realmente no sabía qué quería hacer. Y luego, de repente, lo vi haciéndolo [en la televisión]. Y pensé: ¡Eso es realmente lo que quiero hacer! 

### Meteorólogo
Poco después de graduarse de Ball State en 1969, Letterman comenzó su carrera como presentador de un programa de entrevistas en WNTS (AM) y en la estación de televisión de Indianápolis WLWI (que cambió su distintivo de llamada a WTHR en 1976) como presentador y meteorólogo. Recibió atención por su comportamiento impredecible en el aire, que incluía felicitar a una tormenta tropical por haberse convertido en huracán y predecir piedras de granizo "del tamaño de jamones enlatados". También informaba ocasionalmente el clima y las temperaturas muy altas y bajas del día para ciudades ficticias ("Ocho pulgadas de nieve en Bingree y áreas circundantes"), mientras que en otra ocasión decía que se había borrado una frontera estatal cuando un mapa de satélite omitió accidentalmente Frontera estatal entre Indiana y Ohio, atribuyéndose a tratos políticos sucios. ("Los altos mandos han eliminado la frontera entre Indiana y Ohio, por lo que es un estado gigante. Personalmente, estoy en contra. No sé qué hacer al respecto "). También actuó en un programa para niños local, hizo chistes como presentador de un programa de televisión nocturno llamado "Freeze-Dried Movies" (una vez representó una escena de Godzilla usando dinosaurios plásticos), y organizó un programa de entrevistas que se transmitió temprano los sábados por la mañana, llamado Clover Power, en el que entrevistó a miembros de 4-H sobre sus proyectos.
En 1971, Letterman apareció como un reportero de Pit Road para la cobertura retrasada de ABC Sports de las 500 millas de Indianápolis (su primera aparición en televisión a nivel nacional; WLWI era el afiliado local de ABC en ese momento). Letterman se presentó inicialmente como Chris Economaki, aunque esto se corrigió al final de la entrevista (Jim McKay anunció su nombre como Dave Letterman). Letterman entrevistó a Mario Andretti, quien acababa de salir de la carrera. 

### Mudarse a Los Ángeles

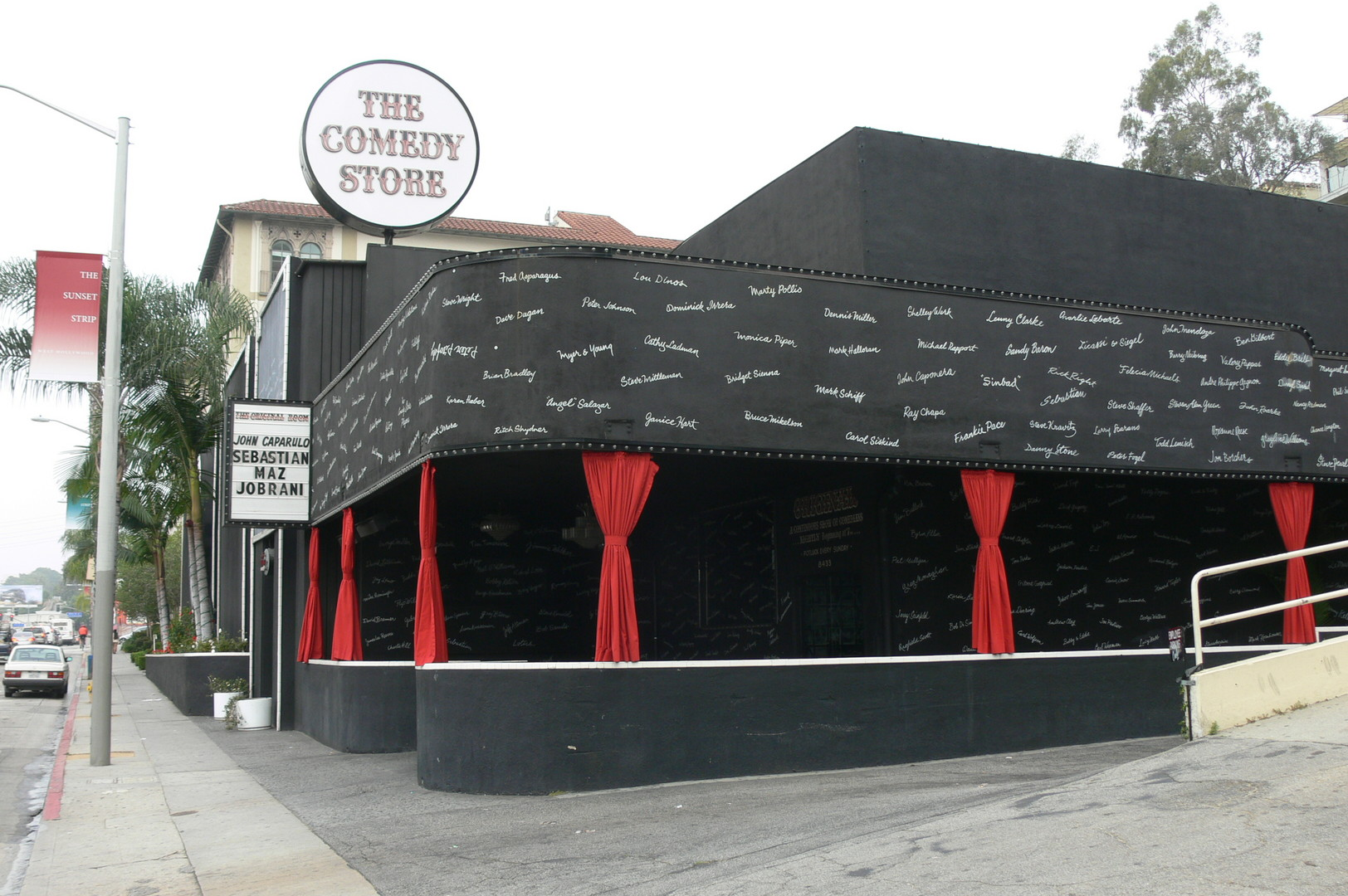
La carrera como comediante de Letterman se afianzó en The Comedy Store, Los Ángeles.

En 1975, motivado por su entonces esposa Michelle y varios de sus hermanos de la hermandad de Sigma Chi, Letterman se mudó a Los Ángeles con la esperanza de convertirse en un escritor de comedia. Él y Michelle empacaron sus pertenencias en su camioneta y se dirigieron hacia el oeste. A partir de 2012, todavía era dueño del camión. En Los Ángeles, comenzó a realizar comedia en The Comedy Store . Jimmie Walker lo vio en el escenario; Con el respaldo de George Miller, Letterman se unió a un grupo de comediantes a quienes Walker contrató para escribir chistes para su actuación, un grupo que en varias ocasiones también incluiría a Jay Leno, Paul Mooney, Robert Schimmel, Richard Jeni, Louie Anderson, Elayne Boosler, Byron Allen, Jack Handey y Steve Oedekerk .
En el verano de 1977, Letterman fue escritor y habitual en la serie de seis semanas de verano The StarlyVocal ByShow, transmitida por CBS . Fue anfitrión de un piloto de 1977 para un programa de juegos titulado The Riddlers (que nunca fue recogido), y coprotagonizó la comedia especial Peeping Times de Barry Levinson que se emitió en enero de 1978. Más tarde ese año, Letterman fue miembro del reparto en el programa de variedades de Mary Tyler Moore, Mary . Letterman hizo una aparición como invitado en Mork & Mindy (como una parodia del líder de EST de Werner Erhard ) y apariciones en programas de juegos como The $ 20,000 Pyramid, The Gong Show, Hollywood Squares, Password Plus y Liar's Club, así como el programa de cocina canadiense Celebrity Cooks (noviembre de 1977), programas de entrevistas tales como 90 minutos en vivo (24 de febrero y 14 de abril de 1978) y The Mike Douglas Show (3 de abril de 1979 y 7 de febrero de 1980). También fue probado en pantalla para el papel principal en la película Avión de 1980 Airplane!, un papel que finalmente fue para Robert Hays.
Su humor seco y sarcástico llamó la atención de los exploradores para The Tonight Show, protagonizada por Johnny Carson, y Letterman pronto fue un invitado habitual en el programa. Letterman se convirtió en uno de los favoritos de Carson y fue el anfitrión invitado habitual del programa a partir de 1978. Letterman acredita a Carson como la persona que más influyó en su carrera.

## NBC

### Programa matutino
El 23 de junio de 1980, Letterman recibió su propio programa de comedia matutina en NBC, The David Letterman Show. Originalmente tenía una duración de 90 minutos, pero se redujo a 60 minutos en agosto de 1980. El programa fue un gran éxito, al ganar dos premios Emmy, pero fue una decepción en las audiencias y se canceló, el último programa se emitió el 24 de octubre de 1980.

### Tarde en la noche con David Letterman

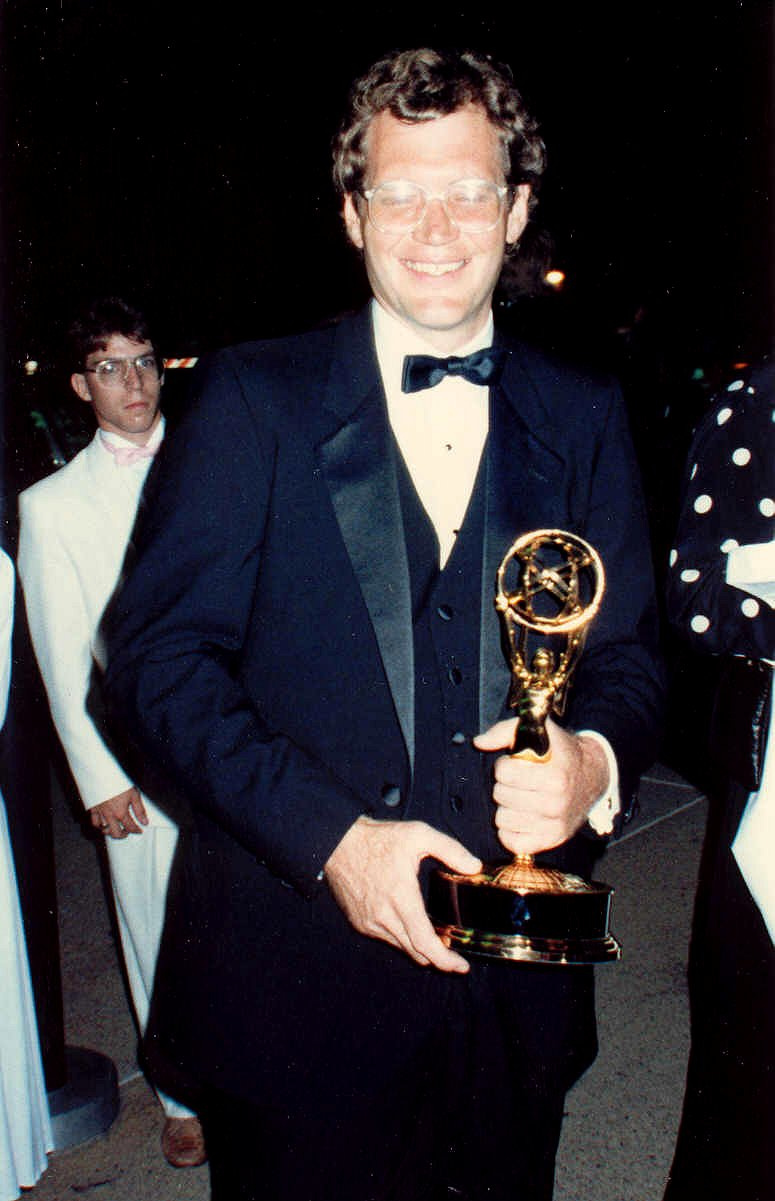
Letterman en la 38ª edición de los premios Emmy en 1986

La NBC mantuvo a Letterman bajo contrato (pagándole a él) para poder probarlo en un horario diferente. Late Night with David Letterman debutó el 1 de febrero de 1982; El primer invitado en el primer show fue Bill Murray. Más tarde, Murray se convirtió en uno de los invitados más recurrentes de Letterman, participando en el episodio del 30 aniversario del programa, que se emitió el 31 de enero de 2012 y en el último programa, que se emitió el 20 de mayo de 2015. El espectáculo se realizó de lunes a jueves a las 12:30 Hora del Este, inmediatamente después de The Tonight Show, protagonizada por Johnny Carson (se agregó una transmisión el viernes por la noche en junio de 1987). Fue visto como tenso e impredecible, y pronto desarrolló un culto (particularmente entre los estudiantes universitarios). La reputación de Letterman como entrevistador mordaz se confirmó en combates verbales con Cher (quien incluso lo llamó gilipollas en el programa), Shirley MacLaine, Charles Grodin y Madonna. El programa también contó con segmentos de comedia y personajes corrientes, en un estilo fuertemente influenciado por los programas de Steve Allen de los años 50 y 60.
El programa a menudo presentaba características extravagantes, que simulaban el género, como "Stupid Pet Tricks" (que tuvo su origen en el programa matutino de Letterman), Stupid Human Tricks, arrojando varios objetos del techo de un edificio, demostraciones de ropa poco ortodoxa (como trajes hechos de Alka-Seltzer, Velcro y sebo), una lista recurrente de los 10 principales, Monkey-Cam (y la Cámara de la audiencia), un facetado segmento de respuesta a la carta, varias "Películas [por] de My Dog Bob" en las que se montó una cámara en el perro de Letterman (a menudo con resultados cómicos) y Small Town News, todas Lo que eventualmente se trasladaría con Letterman a CBS. 
Otros momentos memorables incluyeron a Letterman usando un megáfono para interrumpir una entrevista en vivo en The Today Show, anunciando que él era el presidente de NBC News y que no llevaba ningún pantalón; cruzando el pasillo hasta Studio 6B, en el momento en que se realizó el estudio de noticias para WNBC-TV, e interrumpiendo los segmentos climáticos de Al Roker durante Live at Five; y la puesta en escena de "carreras de ascensores", con comentarios de Bob Costas de NBC Sports. En una aparición infame, en 1982, Andy Kaufman (que ya llevaba un cuello ortopédico) apareció con el luchador profesional Jerry Lawler, quien abofeteó y derribó al comediante (aunque Lawler y el amigo de Kaufman, Bob Zmuda, revelaron que el evento se había organizado).

## CBS

### Late Show con David Letterman

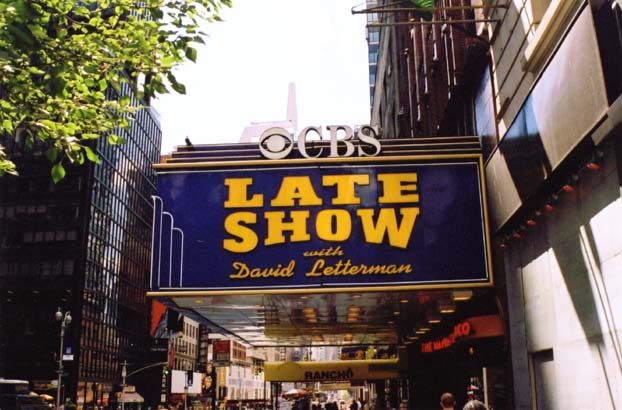
El teatro Ed Sullivan, donde se grabó Late Show con David Letterman

En 1992, Johnny Carson se retiró, y muchos fanáticos creían que Letterman se convertiría en el presentador de The Tonight Show. Cuando NBC le dio el trabajo a Jay Leno, Letterman se fue de NBC para presentar su propio programa nocturno en CBS, frente a The Tonight Show a las 11:30   p. m., llamado The Late Show con David Letterman. El nuevo espectáculo debutó el 30 de agosto de 1993 y fue grabado en el histórico Teatro Ed Sullivan, donde Ed Sullivan transmitió su serie de variedades del mismo nombre desde 1948 hasta 1971. Para la llegada de Letterman, CBS gastó 8 Millones de dólares en remodelaciones. Además de ese costo, CBS también firmó a Letterman para un lucrativo contrato por 14 millones al año durante 3 años. El costo total de todo (renovaciones, derechos de negociación pagados a NBC, la firma de Letterman, el anunciador Bill Wendell, Paul Shaffer, los escritores y la banda) superó los 140 millones de dólares de la época. 
Pero si bien la expectativa era que Letterman mantendría su estilo y sentido de humor únicos con el movimiento, Late Show no era una réplica exacta de su antiguo programa de NBC. Al reconocer el estado de ánimo más formal (y el público más amplio) de su nuevo estudio de tragamonedas y horario, Letterman evitó su bleiser de marca registrada con pantalones de color caqui y una combinación de vestuario de zapatos de lucha blanca a favor de zapatos caros, trajes a medida y calcetines de colores claros. El monólogo se alargó. Paul Shaffer y la Banda Más Peligrosa del Mundo siguieron a Letterman a CBS, pero agregaron una sección de metales y fueron rebautizados como Orquesta de CBS (solicitud de Shaffer); una pequeña banda había sido encomendada por Carson mientras Letterman ocupaba el espacio de las 12:30. Además, debido a los desacuerdos de propiedad intelectual, Letterman no pudo importar muchos de sus segmentos de Late Night textualmente, pero eludió este problema simplemente cambiando el nombre de ellos (la "Lista de los diez primeros" se convirtió en el "Top Ten de los últimos", " Viewer Mail "se convirtió en la" CBS Mailbag ", etc.) La revista Time declaró que "la innovación de Letterman ... ganó poder de su riguroso formalismo", como lo expresó su biógrafo Jason Zinoman, era "un excéntrico fascinante y descontento atrapado dentro de un programa de entrevistas más tradicional".

### Popularidad
El principal competidor de Late Show fue The Tonight Show NBC, que fue presentado por Jay Leno durante 22 años, pero desde el 1 de junio de 2009 hasta el 22 de enero de 2010, fue presentado por Conan O'Brien. En 1993 y 1994, Late Show obtuvo consistentemente audiencias más altas que The Tonight Show. Pero en 1995, las audiencias bajaron y el programa de Leno superó a Letterman en las audiencias desde el momento en que Hugh Grant apareció en el programa de Leno después del arresto de Grant por solicitar una prostituta.
Leno normalmente atrajo a unos cinco   Millones de espectadores nocturnos entre 1999 y 2009. The Late Show perdió casi la mitad de su audiencia durante su competencia con Leno, atrayendo a 7.1.   millones de espectadores cada noche en su temporada 1993-94 y alrededor de 3.8   millones por noche a partir de la salida de Leno en 2009. En los últimos meses de su primera temporada como presentador de The Tonight Show, Leno superó a Letterman en las audiencias con un 1.3.   millón de margen de espectador (5.2   millones a 3.9   millones), y Nightline y el Late Show estaban prácticamente empatados. Sin embargo, una vez que O'Brien se hizo cargo de Esta noche, Letterman cerró la brecha en las audiencias. O'Brien inicialmente condujo la edad media de los espectadores de Esta noche de 55 a 45 años, y la mayoría de los espectadores más antiguos optaron por ver el late night. Sin embargo, tras el regreso de Leno a The Tonight Show, Leno recuperó su ventaja.
Los programas de Letterman han ganado elogios tanto de la crítica como de la industria, al recibir 67 nominaciones a los premios Emmy, ganando 12 veces en sus primeros 20 años en la televisión nocturna. De 1993 a 2009, Letterman obtuvo una clasificación más alta que Leno en la encuesta anual de Harris de la personalidad de TV favorita de la nación 12 veces. Por ejemplo, en 2003 y 2004, Letterman ocupó el segundo lugar en esa encuesta, detrás de Oprah Winfrey, un año en el que Leno ocupó el quinto lugar. Leno fue más alto que Letterman en esa encuesta tres veces durante el mismo período, en 1998, 2007 y 2008.

### Presentando los premios de la academia
El 27 de marzo de 1995, Letterman actuó como anfitrión de la 67.ª ceremonia de los Premios de la Academia. Los críticos criticaron a Letterman por lo que consideraron un mal anfitrión de los Oscar, y señalaron que su estilo irreverente socavó la importancia tradicional y el glamour del evento. En una broma sobre sus nombres inusuales (inspirado en un célebre ensayo cómico en The New Yorker, "Yma Dream" de Thomas Meehan), comenzó presentando a Uma Thurman a Oprah Winfrey y luego a Keanu Reeves : "Oprah . . . Uma. Uma. . . Oprah, "" ¿Han conocido a los niños Keanu? "Este y muchos de sus otros chistes se desanimaron. Aunque Letterman atrajo las audiencias más altas a la transmisión anual desde 1983, muchos sintieron que la mala publicidad obtenida por el anfitrión de Letterman causó una disminución en las audiencias de Late Show.
Letterman recicló la aparente debacle en una mordaza de larga duración. En su primer programa después de los Oscar, bromeó: "Mirando hacia atrás, no tenía idea de que lo estaban televisando". Dos años más tarde, se burló de su paso por el estreno de la presentación de Oscar de Billy Crystal, que también parodió las escenas del accidente de avión de la película nominada en jefe de ese año, The English Patient. 
Durante los años posteriores, Letterman relató que fue anfitrión de los Oscar, aunque la Academia de Artes y Ciencias Cinematográficas continuó teniendo en alta estima a Letterman y lo habían invitado a ser el anfitrión de los Oscar nuevamente. El 7 de septiembre de 2010, hizo una aparición en el estreno de la 14.ª temporada de The View, y confirmó que había sido considerado nuevamente como anfitrión. 

### Hiatus por cirugía de corazón
El 14 de enero de 2000, un chequeo de rutina reveló que una arteria en el corazón de Letterman estaba severamente obstruida. Fue llevado a cirugía de emergencia por un bypass quíntuple.
Durante las primeras semanas de su recuperación, los amigos de Letterman mostraron y presentaron las repeticiones de The Late Show, entre ellas Norm MacDonald, Drew Barrymore, Ray Romano, Robin Williams, Bonnie Hunt, Megan Mullally, Bill Murray, Regis Philbin, Charles Grodin, Nathan Lane, Julia Roberts, Bruce Willis, Jerry Seinfeld, Martin Short, Steven Seagal, Hillary Clinton, Danny DeVito, Steve Martin y Sarah Jessica Parker. 
Posteriormente, mientras aún se estaba recuperando de la cirugía, Letterman revivió la tradición nocturna que virtualmente había desaparecido en la televisión de la red durante la década de 1990 de los "anfitriones invitados" al permitir que Bill Cosby, Kathie Lee Gifford, Dana Carvey, Janeane Garofalo y otros presentaran nuevos episodios del espectáculo tardío. 
A su regreso al programa el 21 de febrero de 2000, Letterman llevó a todos menos a uno de los médicos y enfermeras en el escenario que habían participado en su cirugía y recuperación (con burlas adicionales de una enfermera que le había dado baños de cama— "Esta mujer ¡Me vio desnudo! "), incluido el Dr. O. Wayne Isom y el médico Louis Aronne, quienes aparecieron con frecuencia en el programa. En una muestra de emoción, Letterman estaba a punto de llorar cuando agradeció al equipo de atención médica con las palabras "¡Estas son las personas que me salvaron la vida!". El episodio ganó una nominación al Emmy. 

Durante una serie de episodios, Letterman continuó haciendo chistes sobre su bypass, incluso diciendo: "Cirugía de derivación: es cuando los médicos crean quirúrgicamente un nuevo flujo de sangre a su corazón. ¡Un bypass es lo que me sucedió cuando no recibí The Tonight Show! Es una cosa completamente diferente ". En una mordaza que corrió más tarde, presionó a su estado natal de Indiana para que cambiara el nombre de la autopista que rodea Indianápolis (I-465) "The David Letterman Bypass". También presentó un montaje de noticias falsas sobre su cirugía de bypass, que incluía un clip del corazón de Letterman a la venta en Home Shopping Network. Letterman se hizo amigo de sus médicos y enfermeras. En 2008, una entrevista de Rolling Stone declaró 
 recibió a un médico y una enfermera que ayudaron a realizar la cirugía de corazón de bypass de quintuple de emergencia que le salvó la vida en 2000. "Estas son personas que eran completamente extrañas cuando abrieron mi cofre", dice. "Y ahora, ocho años después, están entre mis mejores amigos". 
 Además, Letterman invitó a la banda Foo Fighters a tocar "Everlong", presentándolos como "mi banda favorita, tocando mi canción favorita". Durante una aparición posterior de Foo Fighters, Letterman dijo que Foo Fighters había estado en medio de una gira por Sudamérica que cancelaron para venir a jugar en su episodio de regreso. 
Letterman entregó nuevamente las riendas del espectáculo a varios anfitriones invitados (entre ellos Bill Cosby, Brad Garrett, Whoopi Goldberg, Elvis Costello, John McEnroe, Vince Vaughn, Will Ferrell, Bonnie Hunt, Luke Wilson y el director de orquesta Paul Shaffer en febrero de 2003, cuando le diagnosticaron un caso grave de herpes. Más tarde ese año, Letterman hizo un uso regular de los anfitriones invitados, incluidos Tom Arnold y Kelsey Grammer, para los nuevos programas que se transmiten los viernes. En marzo de 2007, Adam Sandler, que había sido el invitado principal, se desempeñó como anfitrión invitado mientras Letterman estaba enfermo con un virus estomacal.

### Re-firma con CBS

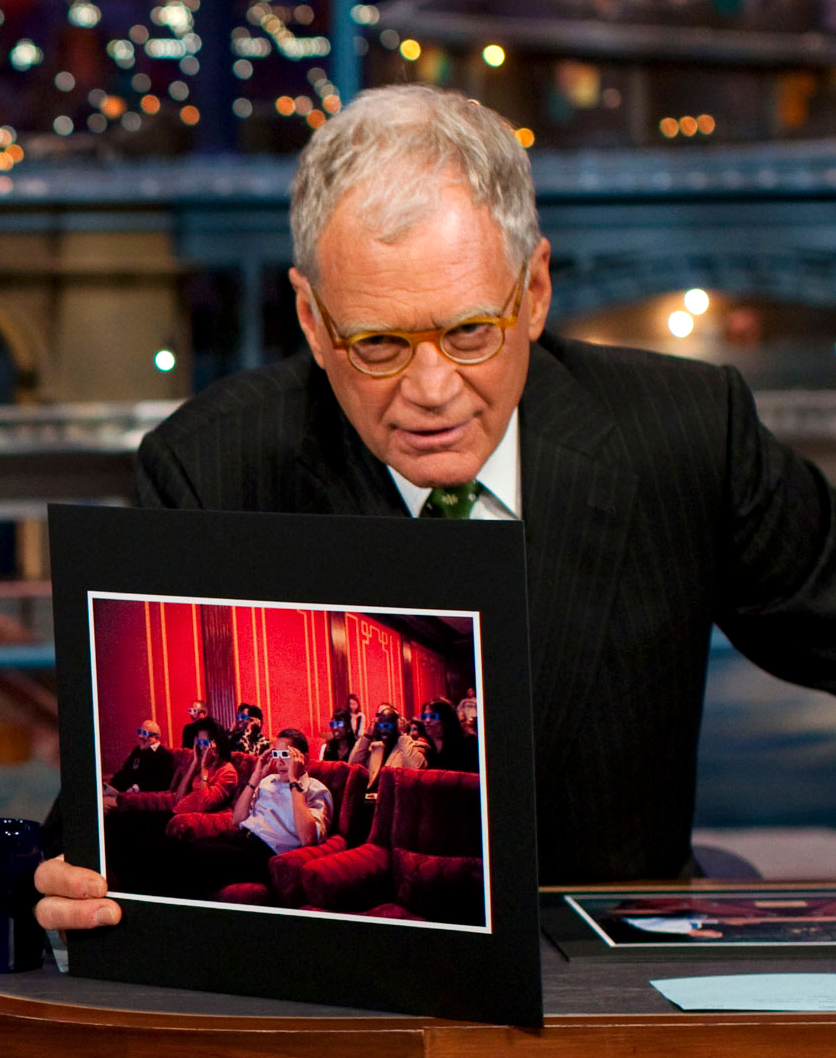
Letterman recibe al presidente Barack Obama en Late Show con David Letterman, septiembre de 2009

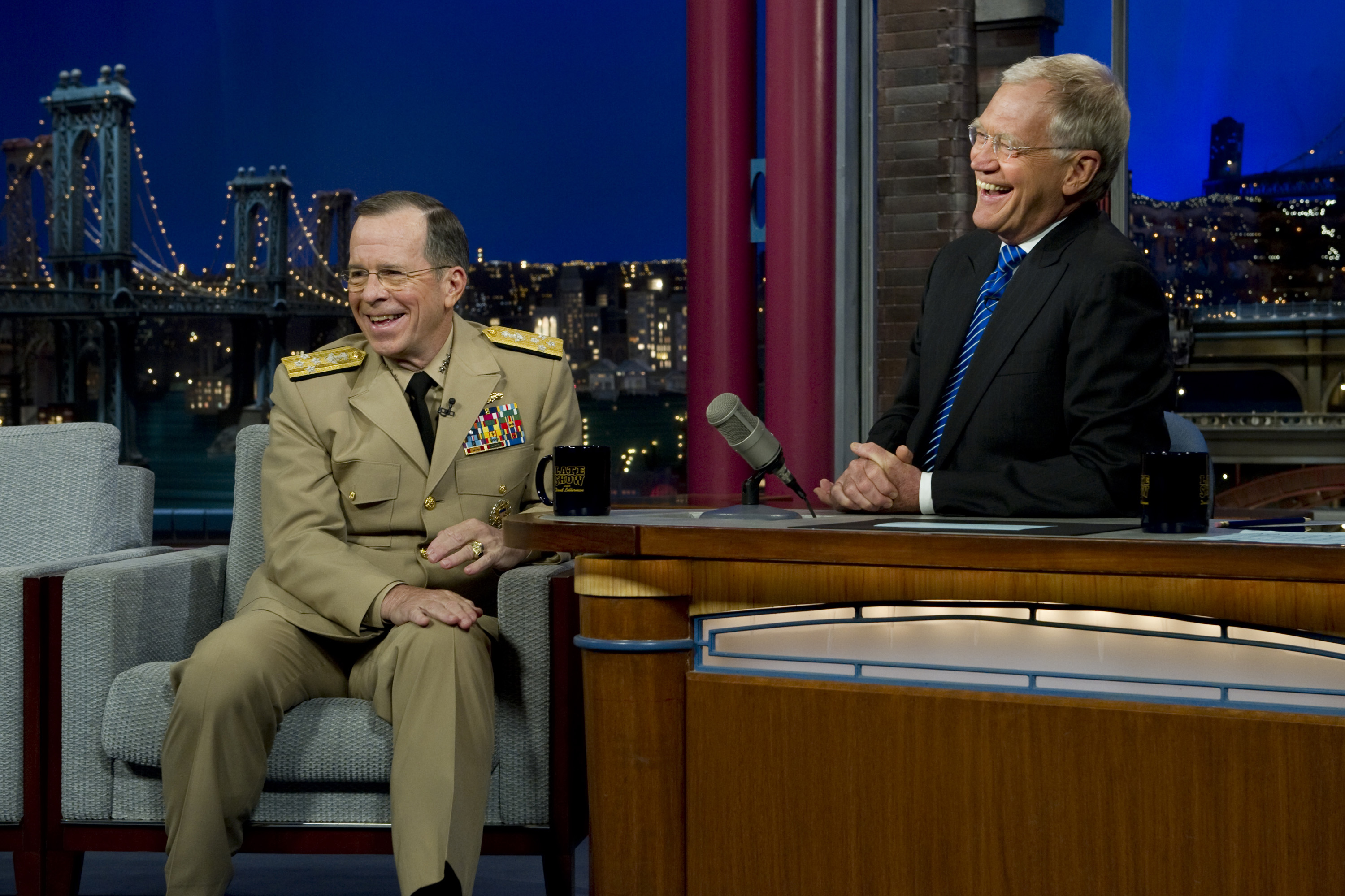
Letterman en el último espectáculo en 2011

En marzo de 2002, cuando el contrato de Letterman con CBS estaba a punto de expirar, ABC le ofreció la franja horaria para el largo programa de noticias Nightline con Ted Koppel. Letterman estaba interesado ya que creía que nunca podría coincidir con las audiencias de Leno en CBS debido a las quejas de los más débiles de una letra de plomo-ins de la red de noticias locales a finales de los programas, pero se mostró reacio a sustituir Koppel. Letterman abordó su decisión de volver a firmar en el aire, afirmando que estaba contento en CBS y que tenía un gran respeto por Koppel. 
El 4 de diciembre de 2006, CBS reveló que Letterman firmó un nuevo contrato para presentar Late Show con David Letterman hasta el otoño de 2010. "Estoy encantado de continuar en CBS", dijo Letterman. "A mi edad, realmente no quieres tener que aprender un nuevo viaje". Letterman además bromeó sobre el tema levantando la pierna derecha del pantalón, revelando un tatuaje, presumiblemente temporal, del logotipo de ABC. 

"Hace trece años, David Letterman puso a CBS a última hora de la noche en el mapa y, en el proceso, se convirtió en uno de los íconos definitorios de nuestra red", dijo Leslie Moonves, presidenta y CEO de CBS Corporation. 
 Su presencia en nuestro aire es una fuente constante de orgullo, y la creatividad e imaginación que presenta Late Show todas las noches es una muestra continua de entretenimiento de la más alta calidad. Nos sentimos verdaderamente honrados de que uno de los artistas más venerados y talentosos de nuestro tiempo continuará llamando a la CBS su "hogar". 
 Según un artículo de 2007 en la revista Forbes, Letterman ganó 40 millones de dolares al año. Un artículo de 2009 en The New York Times, sin embargo, dijo que su salario se estimaba en 32 millones de dólares por año. En junio de 2009, Letterman's Worldwide Pants y CBS llegaron a un acuerdo para continuar con el programa Late Show hasta al menos agosto de 2012. El contrato anterior expiraba en 2010, y la extensión de dos años es más corta que el período de contrato típico de tres años negociado en el pasado. Worldwide Pants acordó reducir su tarifa por el espectáculo, aunque había permanecido como un "buen productor de dinero para CBS" según el contrato anterior.
El 3 de febrero de 2011, en la edición de Late Show, durante una entrevista con Howard Stern, Letterman dijo que continuaría haciendo su programa de entrevistas durante "tal vez dos años, creo".
En abril de 2012, CBS anunció que había extendido su contrato con Letterman hasta 2014. Su contrato se extendió posteriormente a 2015.

### Retiro deLate Show
Durante la grabación de su programa del 3 de abril de 2014, Letterman anunció que había informado al presidente de CBS, Leslie Moonves, que se retiraría de presentar el programa Late Show antes del 20 de mayo de 2015. Se anunció poco después de que el comediante y político satírico Stephen Colbert sucedería a Letterman. El último episodio de Letterman se emitió el 20 de mayo de 2015 y se abrió con una despedida presidencial con cuatro de los cinco presidentes estadounidenses vivos, George HW Bush, Bill Clinton, George W. Bush y Barack Obama, cada uno imitando al fallecido presidente Gerald Ford declaración de que "nuestra larga pesadilla nacional ha terminado". También contó con cameos de Los Simpson y la Rueda de la fortuna (este último con un rompecabezas que dice "Good riddance to David Letterman"), una lista de los diez principales "cosas que desearía haberle dicho a David Letterman" realizada por huéspedes habituales, incluido Alec Baldwin, Barbara Walters, Steve Martin, Jerry Seinfeld, Jim Carrey, Chris Rock, Julia Louis-Dreyfus, Peyton Manning, Tina Fey y Bill Murray, y cerraron con un montaje de escenas de sus series de CBS y NBC en vivo actuación de " Everlong " por Foo Fighters. 
El episodio final de Late Show con David Letterman fue visto por 13.76   millones de espectadores en los Estados Unidos con una participación de audiencia de 9.3 / 24, que le otorgaron al programa sus puntajes más altos desde los Juegos Olímpicos de 1994 el 25 de febrero de 1994, y los números de demostración más altos del programa (4.1 en adultos 25-54 y 3.1 en adultos 18 –49) desde la primera aparición de Oprah Winfrey en Late Show después del final de su enemistad con Letterman el 1 de diciembre de 2005. Bill Murray, quien había sido su primer invitado en Late Night, fue su último invitado en Late Show. En una rareza para un programa nocturno, también fue el programa mejor calificado en la televisión de la red esa noche, superando a todos los programas de horario estelar. En total, Letterman recibió 6080 episodios de Late Night y Late Show, superando al amigo y mentor Johnny Carson como el presentador de programas de conversación nocturno más antiguo en la historia de la televisión estadounidense.

### Late late show

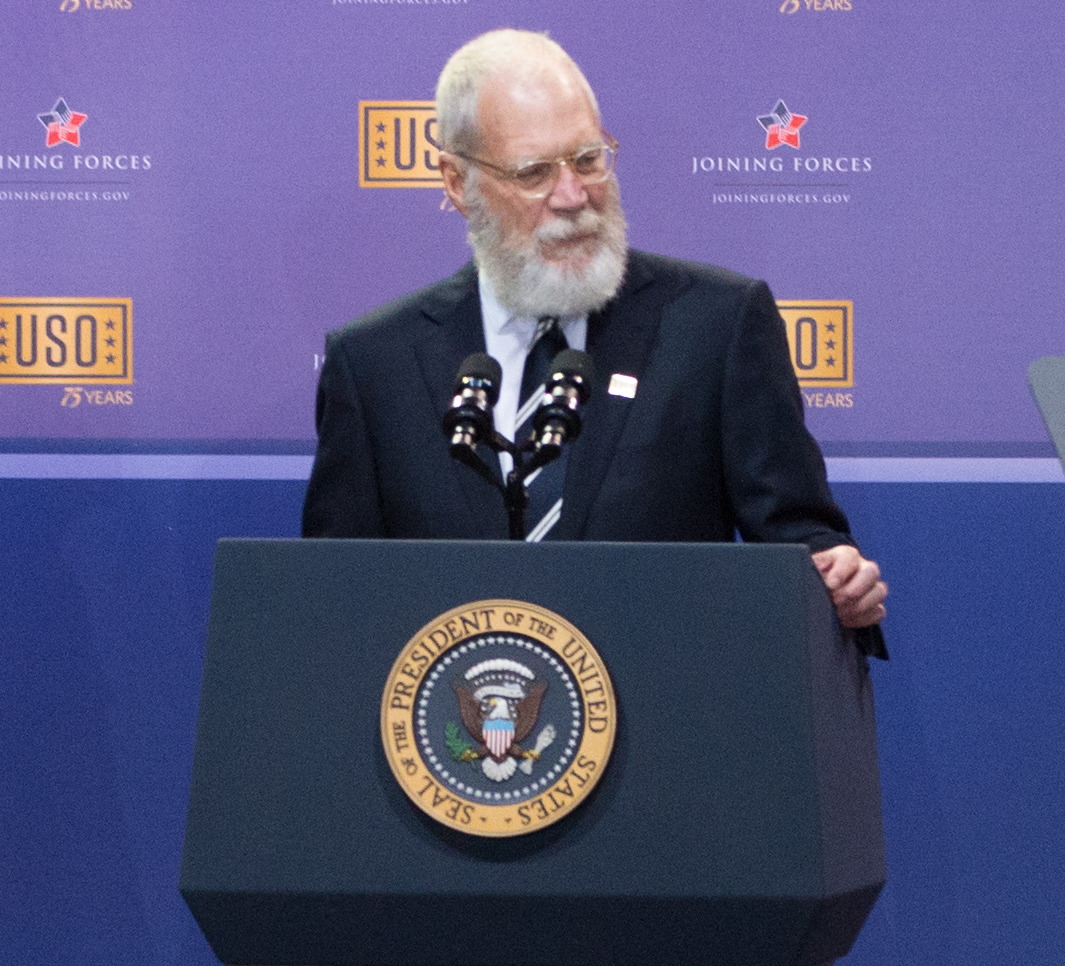
Letterman en el 75 aniversario de la USO y el 5 ° aniversario de la unión de fuerzas en 2016

En los meses posteriores al final de Late Show, Letterman ha sido visto ocasionalmente en eventos deportivos como el Indianápolis 500, durante el cual se sometió a una entrevista con una publicación local. Hizo una aparición sorpresa en el escenario en San Antonio, Texas, cuando fue invitado a participar en un segmento extendido durante el programa de conversación muy estúpida de Steve Martin y Martin Short que decía "Me retiré, y. . . No me arrepiento ", dijo Letterman a la multitud después de caminar en el escenario. "Yo era feliz. Voy a hacer amigos reales. Fui complaciente. Yo estaba satisfecho. Estaba contento, y hace un par de días, Donald Trump dijo que se postulaba para presidente. He cometido el mayor error de mi vida, damas y caballeros ", y luego entregué una lista de los diez mejores asando la campaña presidencial de Donald Trump, seguida de una conversación en el escenario con Martin y Short. Las grabaciones de teléfonos celulares de la aparición fueron publicadas en YouTube por miembros de la audiencia y se informaron ampliamente en los medios de comunicación.
En 2016, Letterman se unió al documental sobre el cambio climático Planeta en peligro como uno de los corresponsales famosos del programa. En el episodio principal de la segunda temporada, Letterman viajó a la India para investigar los esfuerzos del país para expandir su red de energía inadecuada, impulsar su economía en auge y llevar electricidad por primera vez a 300 millones de ciudadanos. También entrevistó al primer ministro indio, Narendra Modi, y viajó a aldeas rurales donde el poder es un lujo escaso y exploró el papel de los Estados Unidos en el futuro energético de la India.
El 7 de abril de 2017, Letterman pronunció el discurso de inducción de la banda Pearl Jam en el Rock & Roll Hall Of Fame en una ceremonia celebrada en el Barclays Center en Brooklyn, Nueva York. También en 2017, Letterman y Alec Baldwin fueron anfitriones de The Essentials en Turner Classic Movies. Letterman y Baldwin presentaron siete películas para la serie.
En 2018, Letterman ha sido anfitrión de una serie mensual de seis episodios de programas de una hora de duración en Netflix que consiste en entrevistas de larga duración y segmentos de campo. El programa, My Next Guest no necesita presentación con David Letterman, se estrenó el 12 de enero de 2018, con Barack Obama. A lo largo de las tres temporadas del programa, los invitados han sido, entre otros, Obama, George Clooney, Malala Yousafzai, Jay-Z, Tina Fei, Howard Stern, Kanye West, Ellen Degeneres, Tiffany Haddish, Lewis Hamilton, Melinda Gates, Zach Galifianakis, Kim Kardashian West, Robert Downey Jr, Dave Chapelle y Lizzo. 

## Cambios e incidentes notables

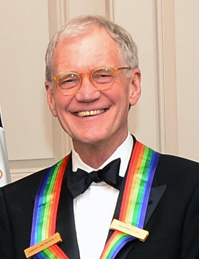
Letterman recibe el medallón de honores del Centro Kennedy 2012, diciembre de 2012

### NBC y Johnny Carson
A pesar de la clara intención de Johnny Carson de pasar su título a Letterman, NBC seleccionó a Jay Leno para presentar The Tonight Show después de la partida de Carson. Letterman mantuvo una estrecha relación con Carson a través de su ruptura con la NBC. Tres años después de que se fue a la CBS, HBO produjo una película hecha para televisión llamada The Late Shift, basada en un libro del reportero del New York Times Bill Carter, que narra la batalla entre Letterman y Leno por el codiciado programa de alojamiento de Tonight Show. 
Más tarde, Carson hizo algunas apariciones como invitado en el programa de Letterman. La última aparición televisiva de Carson llegó el 13 de mayo de 1994, en un episodio de Late Show grabado en Los Ángeles, cuando hizo una aparición sorpresa durante un segmento de la "lista de los 10 principales". A principios de 2005, se reveló que Carson ocasionalmente enviaba chistes a Letterman, quien usaba estos chistes en su monólogo; según el vicepresidente sénior de la CBS, Peter Lassally (un productor único para ambos hombres), Carson recibió "una gran patada". Letterman haría un swing de golf característico de Johnny Carson después de contar uno de los chistes de Carson. En un tributo a Carson, todos los chistes de apertura del monólogo durante el primer show después de la muerte de Carson fueron escritos por Carson. 
Lassally también afirmó que Carson siempre había creído que Letterman, no Leno, era su "legítimo sucesor". Durante los primeros años de carrera a finales ' s Show, Letterman vez en cuando utiliza algunos de los bits de marca de Carson, incluyendo "Carnac el Magnífico" (con Paul Shaffer como Carnac), "Stump the Band", y el "recuento de la semana." 

### Oprah Winfrey
Oprah Winfrey apareció en el programa de Letterman cuando presentaba Late Night de NBC el 2 de mayo de 1989. Después de esa aparición, los dos tuvieron una pelea de 16 años que surgió, como Winfrey le explicó a Letterman después de que la pelea se resolviera, como resultado del tono mordaz de su entrevista de 1989 de la cual ella dijo que "se sentía así". Me incomoda que no quisiera volver a tener esa experiencia ". 
La enemistad aparentemente terminó en 2005 cuando Winfrey apareció en el programa Late Show de CBS con David Letterman el 2 de diciembre, en un evento que Letterman en broma llamó "el Super Bowl of Love".
Winfrey y Letterman también aparecieron juntos en una promoción de Late Show que se transmitió durante la cobertura de CBS del Super Bowl XLI en febrero de 2007, mientras los dos estaban sentados uno junto al otro en el sofá mirando el juego. Dado que el juego se jugó entre los Indianapolis Colts y los Chicago Bears, Letterman, nacido en Indianápolis, lleva una camiseta de Peyton Manning, mientras que Winfrey, cuyo programa fue grabado en Chicago, lleva una camiseta de Brian Urlacher . El 10 de septiembre de 2007, Letterman hizo su primera aparición en The Oprah Winfrey Show en el Madison Square Garden en la ciudad de Nueva York. 
Tres años después, durante la cobertura de CBS del Super Bowl XLIV, los dos aparecieron nuevamente en una promoción de Late Show, esta vez con Winfrey sentado en un sofá entre Letterman y Jay Leno. Esta vez, Letterman llevaba la camiseta retirada No. 70 del Salón de la Fama de los Colts y el invitado habitual de Letterman, Art Donovan (los Colts se enfrentaron a los New Orleans Saints en este Super Bowl). La aparición fue idea de Letterman: Leno voló a la ciudad de Nueva York en un avión corporativo de la NBC, y se coló en el Teatro Ed Sullivan durante la grabación del 4 de febrero del late show disfrazado, reuniéndose con Winfrey y Letterman en una sala de estar creada en el teatro. Balcón donde grabaron su promo.
Winfrey entrevistó a Letterman en enero de 2013 en el próximo capítulo de Oprah. Winfrey y Letterman hablaron sobre su enemistad durante la entrevista y Winfrey reveló que ella había tenido una "experiencia terrible" al aparecer en el programa de Letterman años antes. Letterman no pudo recordar el incidente pero se disculpó.

### 2007-2008 huelga de guionistas
Late Show salió del aire durante ocho semanas durante los meses de noviembre y diciembre debido a la huelga del Gremio de Escritores de América. La compañía de producción de Letterman, Worldwide Pants, fue la primera compañía en hacer un acuerdo individual con WGA, lo que permitió que su programa volviera al aire el 2 de enero de 2008. En su primer episodio desde que salió del aire, sorprendió a la audiencia con su barba recién crecida, lo que significaba solidaridad con la huelga. Su barba se rasuró durante el show el 7 de enero de 2008. 

### Broma de Palin
El 8 y 9 de junio de 2009, Letterman contó dos bromas de temática sexual sobre una hija (nunca nombrada) de Sarah Palin en su programa de televisión. Palin estaba en la ciudad de Nueva York en ese momento con su hija Willow, que entonces tenía catorce años, y algunos contemporáneos pensaron que las bromas iban dirigidas a Willow, lo que causó un poco de controversia.
En un comunicado publicado en Internet, Palin dijo: "Dudo que [Letterman] alguna vez se atrevería a hacer tales comentarios sobre la hija de otra persona" y que "la risa provocada por comentarios sexualmente pervertidos hechos por un personaje masculino de 62 años de edad apuntó a una Una niña de 14 años es asquerosa". En su programa del 10 de junio, Letterman respondió a la controversia, diciendo que las bromas eran sobre la hija de Palin, de dieciocho años, Bristol, cuyo embarazo como adolescente soltera causó cierta controversia durante las elecciones presidenciales de 2008 en Estados Unidos. "Estas no son bromas sobre la hija de 14 años de Palin" "Nunca, nunca haría chistes sobre violar o tener relaciones sexuales con una niña de 14 años".
Sin embargo, sus comentarios no pusieron fin a la crítica pública. La Organización Nacional de Mujeres (AHORA) emitió una declaración en apoyo de Palin, señalando que Letterman había hecho "[solo] una especie de disculpa". Cuando la controversia no se calmó, Letterman abordó el tema nuevamente en su programa del 15 de junio, culpándose por el error y disculpándose "especialmente a las dos hijas involucradas, Bristol y Willow, y también al gobernador y su familia y a todos los demás que Estaba indignado por la broma ".

### Amenaza de muerte de Al Qaeda
El 17 de agosto de 2011, se informó que un militante islamista había publicado una amenaza de muerte contra Letterman en un sitio web frecuentado por partidarios de Al-Qaeda, que pedía a los musulmanes estadounidenses que mataran a Letterman por bromear sobre la muerte de un líder de Al Qaeda, asesinado en un ataque con drones en Pakistán en junio de 2011, Ilyas Kashmiri . En su programa el 22 de agosto, Letterman bromeó sobre la amenaza y dijo que "las autoridades del Departamento de Estado están investigando esto. No están tomando esto a la ligera. Lo están investigando. Cuestionan, interrogan, hay un rastro electrónico, pero todos saben que es Leno".

## En la cultura popular
Letterman fue el centro de atención de The Avengers en "Late Night with David Letterman", número 239 (enero de 1984) de la serie de cómics de Marvel The Avengers, en la que los personajes del título (específicamente Hawkeye, Wonder Man, Black Widow, Beast y Black Panther) ) son invitados en Late Night. Una parodia de Letterman, llamada "David Endochrine", es asesinada junto con su líder de banda llamado "Paul" y su audiencia en The Dark Knight Returns de Frank Miller . En SWAT Kats: The Radical Squadron, Letterman fue parodiado como "David Litterbin". 

## Apariciones en otros medios
Letterman apareció en el episodio piloto de la corta serie de 1986 "Coach Toast", y aparece con una bolsa sobre su cabeza como invitado en la comedia de 1990 de Bonnie Hunt, The Building.
Apareció en The Simpsons como él mismo en una mordaza de sofá cuando los Simpsons se encuentran (y el sofá) en "Late Night with David Letterman". Tuvo un cameo en el largometraje Cabin Boy, con Chris Elliott, quien trabajó como escritor en el programa de Letterman.
En esta y otras apariciones, Letterman figura en los créditos como "Earl Hofert", el nombre de abuelo materno de Letterman. También apareció como él mismo en la película biográfica de Private Stern de Howard Stern, así como en la película biográfica Man on the Moon de Andy Kaufman de 1999, en algunos episodios de la serie televisiva de 1990 de Garry Shandling The Larry Sanders Show y en " The Abstinence ", en 1996 en un episodio de la comedia Seinfeld . 
Letterman proporcionó voces para la canción de Warren Zevon "Hit Somebody" de My Ride's Here, y proporcionó la voz para el padre de Butt-head en la película de animación de 1996 Beavis y Butt-Head Do America, una vez más acreditada como Earl Hofert. 
En 2010, se lanzó un documental Dying to do Letterman dirigido por Joke Fincioen y Biagio Messina con Steve Mazan, un cómico de pie, que tiene cáncer y quiere aparecer en el programa de Letterman. La película ganó los premios al mejor documental y al jurado en el Festival de Cine de Cinequest. Steve Mazan publicó un libro con el mismo título (título completo, Dying to Do Letterman: Turning Someday into Today) sobre su propia saga.
Letterman apareció como invitado en Piers Morgan Tonight de CNN el 29 de mayo de 2012, cuando fue entrevistado por Regis Philbin, el anfitrión invitado y amigo de muchos años. Philbin entrevistó de nuevo a Letterman (y Shaffer) mientras era anfitrión del programa The Late Late Show de CBS (entre los cargos de Craig Ferguson y James Corden ) el 27 de enero de 2015. 
En junio de 2013, apareció en el segundo episodio de la segunda temporada de Comedians in Cars Getting Coffee .
El 5 de noviembre de 2013, Letterman y Bruce McCall publicaron un libro de ficción sobre la sátira titulado Esta tierra fue hecha para ti y para mí (pero principalmente para mí). ISBN 0-399-16368-9

## Otros proyectos

### Pantalones de todo el mundo
Letterman comenzó su compañía de producción, Worldwide Pants Incorporated, que produjo su programa y varios otros, incluido Everybody Loves Raymond; The Late Late Show y dos series de televisión para Bonnie Hunt. Worldwide Pants también produjo el programa dramático Ed que se emitió en NBC desde 2000 hasta 2004. Fue la primera asociación de Letterman con NBC desde que dejó la red en 1993. Durante la carrera de Ed la estrella, Tom Cavanagh, apareció como invitado en el Late Show varias veces.
En 2005, Worldwide Pants produjo su primer largometraje, Strangers with Candy, que fue una precuela de la serie Comedy Central TV del mismo título. En 2007, Worldwide Pants produjo la serie de comedia ABC, Knights of Prosperity.
Worldwide Pants fue noticia importante en diciembre de 2007 cuando se anunció que la compañía de Letterman había negociado de manera independiente su propio contrato con el Sindicato de Escritores de América, Este, permitiendo así que Letterman, Craig Ferguson y sus escritores volvieran a trabajar, mientras el sindicato continuaba su trabajo. huelga contra las empresas de producción, redes y estudios que no habían llegado a un acuerdo. 

### Compañía discográfica
A fines de abril de 2010, varios sitios web de la industria musical informaron que Letterman comenzó un sello discográfico llamado Clear Entertainment / CE Music y firmó a su primer artista, Runner Runner. Lucy Walsh anunció en su página de MySpace que firmó con Letterman y Clear Entertainment / CE Music y está trabajando en su álbum. 

### Rahal Letterman Lanigan Racing
Rahal Letterman Lanigan Racing (RLLR) es un equipo de automovilismo que actualmente compite en el United SportsCar Championship e IndyCar Series. Es copropiedad de expiloto Bobby Rahal, del empresario Mike Lanigan y del propio Letterman, y tiene su sede en Hilliard, Ohio. El equipo ganó las 500 Millas de Indianápolis de 2004 y 2020 con los pilotos Buddy Rice y Takuma Satō.

### Fundación caritativa
The Letterman Foundation for Courtesy yGrooming es una fundación privada a través de la cual Letterman ha donado millones de dólares a organizaciones benéficas y otras organizaciones sin fines de lucro en Indiana y Montana, organizaciones afiliadas a celebridades como Paul Newman's Hole in the Wall Gang Camp, universidades como Ball State, y otras organizaciones como la Sociedad Americana del Cáncer, el Ejército de Salvación y Médicos Sin Fronteras.

## Influencias
La mayor influencia de Letterman y su mentor fue Johnny Carson. Otros comediantes que influyeron en Letterman fueron Paul Dixon, Steve Allen, Jonathan Winters, Garry Moore, Jack Paar, Don Rickles y David Brenner. Aunque Ernie Kovacs también se ha mencionado como una influencia, Letterman lo ha negado.
Los comediantes que fueron influenciados por Letterman incluyen: Stephen Colbert, Ray Romano, Jimmy Kimmel, Jay Leno, Conan O'Brien, Jon Stewart, Arsenio Hall, Larry Wilmore, Seth Meyers, Jimmy Fallon, John Oliver, y James Corden.

## Vida personal
En 2015, Forbes estimó que los ingresos anuales de Letterman eran de 35 millones de dólares.

### Matrimonios, relaciones y familia.
El 2 de julio de 1968, Letterman se casó con su novia de la universidad, Michelle Cook (nacida el 2 de julio de 1946), en Muncie, Indiana; su matrimonio terminó en divorcio en octubre de 1977. También tuvo una larga relación con la ex escritora y productora en Late Night, Merrill Markoe (nacida el 13 de agosto de 1948), desde 1978 hasta 1988. Markoe era la mente detrás de varios productos básicos de Late Night, como "Stupid Pet / Human Tricks". La revista Time declaró que la relación que definió la carrera de Letterman fue con Merrill, quien también actuó como su compañera de escritura. Ella "puso el surrealismo en la comedia de Letterman".
Letterman y Regina Lasko (nacido el 20 de noviembre de 1960) comenzaron a salir en febrero de 1986, mientras aún vivía con Markoe. Él tiene un hijo con ella, Harry Joseph Letterman (nacido el 3 de noviembre de 2003). Harry lleva el nombre del padre de Letterman. En 2005, la policía descubrió un complot para secuestrar a Harry Letterman y exigir un rescate de 5 millones de dólares. Kelly Frank, una pintora de casas que había trabajado para Letterman, fue acusada de conspiración .
Letterman y Lasko se casaron el 19 de marzo de 2009, durante una ceremonia civil tranquila en un juzgado en Choteau, Montana, donde compró un rancho en 1999. Letterman anunció el matrimonio durante la grabación de su show del 23 de marzo, poco después de felicitar a Bruce Willis por su matrimonio la semana anterior. Letterman le dijo a la audiencia que casi se perdió la ceremonia porque su camión se atascó en el lodo a dos millas de su casa. La familia reside en North Salem, Nueva York, en 108 acres o 44 hectáreas .
Letterman sufre de tinnitus (zumbido en los oídos), que es un síntoma de pérdida de audición. En el programa Late Show de 1996, Letterman habló sobre su tinnitus en una entrevista que realizó con el actor William Shatner, quien padece tinnitus grave, causado por una explosión en el set. Letterman dijo al principio que no podía entender de dónde venía el ruido en su cabeza y que escucha ruidos constantes y zumbidos en sus oídos las 24 horas del día.
Letterman ya no bebe alcohol. En más de una ocasión, dijo que una vez había sido un "alcohólico empedernido" y había empezado a beber alrededor de los 13 años y continuó hasta 1981, cuando tenía 34 años. Recuerda en 1981, "Estaba borracho el 80% del tiempo, Me encantó. Yo era uno de esos tipos, miré a mi alrededor y todos los demás habían dejado de beber y no podía entender por qué ". Cuando se le muestra bebiendo en el programa Late Show (o, antes de eso, en Late Night ) lo que parece ser alcohol, en realidad es reemplazado por jugo de manzana por el equipo. En 2015, dijo que "Durante años y años y años, 30, 40 años, estaba ansioso e hipocondríaco y alcohólico, y muchas, muchas otras cosas que me hicieron diferente de otras personas". Se calmó a través de una combinación de meditación trascendental y dosis bajas de medicamentos.

### Puntos de vista religiosos
Declaró en 2017 que él es un presbiteriano, una tradición religiosa en la que originalmente fue educada por su madre. Sin embargo, una vez dijo que está motivado por la "culpa luterana, del medio oeste".

### Patrimonio periodístico

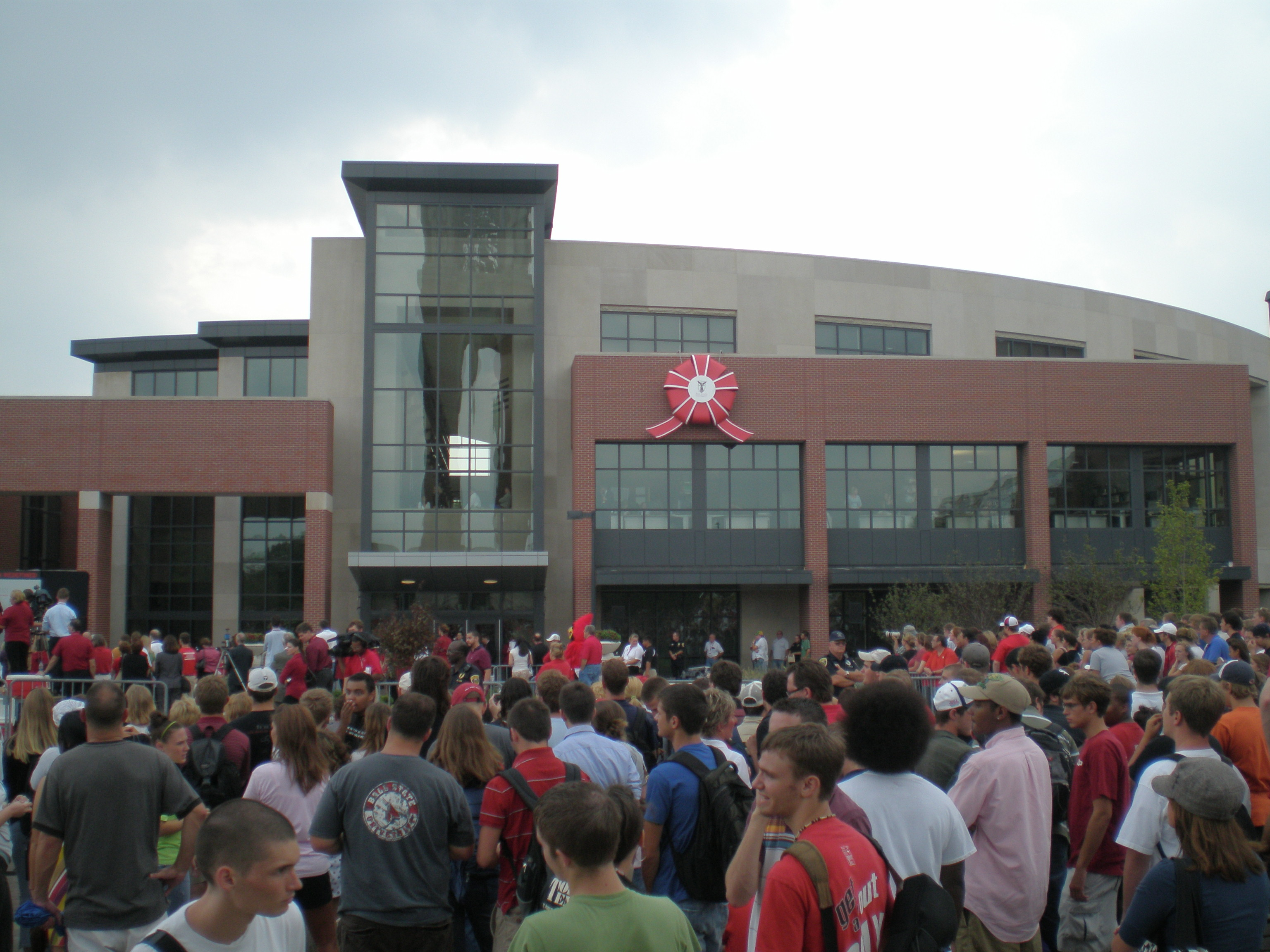
David Letterman Comunicación y construcción de medios

La hermana de Letterman es periodista, al igual que su marido. Su hijo, Liam Letterman Shelton, asistió al alma mater de Letterman, Ball State University en Muncie, Indiana, donde Letterman financió la escuela de periodismo, y estudió una doble carrera de cuatro años en noticias de periodismo / telecomunicaciones.

### Acoso
A partir de mayo de 1988, Letterman fue acosado por Margaret Mary Ray, una mujer que padecía esquizofrenia. Ella le robó su Porsche, acampó en su cancha de tenis e irrumpió repetidamente en su casa. Sus hazañas atrajeron la atención nacional, con Letterman ocasionalmente bromeando sobre ella en su programa, aunque nunca se refirió a ella por su nombre. Después de que se suicidara, a los 46 años de edad, en octubre de 1998, Letterman le dijo a The New York Times que tenía una gran compasión por ella. Un portavoz de Letterman dijo: "Este es un final triste para una vida confusa".

### Asuntos extramaritales e intento de chantaje.
El 1 de octubre de 2009, Letterman anunció en su programa que había sido víctima de un intento de chantaje por parte de alguien que amenazaba con revelar que había tenido relaciones sexuales con varias de sus empleadas; aclarando y tratando de evitar que futuros chantajistas obtuvieran beneficio alguno, confirmó que tenía tales relaciones. Afirmó que tres semanas antes (el 9 de septiembre de 2009) alguien había dejado un paquete en su automóvil con material que dijo que escribiría en un guion y un libro si Letterman no le pagaba 2 millones de dólares. Letterman dijo que se contactó con la oficina del fiscal del distrito de Manhattan y que, en última instancia, incluso cooperó con ellos para llevar a cabo una operación encubierta que involucraba darle al hombre un cheque falso. Posteriormente, arrestaron a Robert J. "Joe" Halderman, un productor de la serie de 48 horas de periodismo delictivo de la CBS, luego de intentar depositar el cheque. Fue procesado por un gran jurado de Manhattan y se declaró inocente de un cargo por intento de robo a gran escala el 2 de octubre de 2009. Finalmente, el 9 de marzo de 2010, se declaró culpable de este mismo delito y cumplió una sentencia de seis meses de cárcel, seguido de libertad condicional y servicio comunitario.
Una figura central en el caso y una de las mujeres con las que Letterman había tenido una relación sexual era su asistente personal de muchos años, Stephanie Birkitt, quien a menudo aparecía con él en su programa. Ella también había trabajado en 48 horas. Hasta un mes antes de las revelaciones, ella había compartido una residencia con Halderman, que supuestamente había copiado su diario personal y lo había usado, junto con correos electrónicos privados, en el paquete de chantaje.
En los días posteriores al anuncio inicial de los asuntos y el arresto, varias mujeres prominentes, entre ellas Kathie Lee Gifford, coautora del Today Show de la NBC, y la presentadora de la NBC Ann Curry cuestionaron si los asuntos de Letterman con sus subordinados creaban un entorno laboral injusto. Un portavoz de Worldwide Pants dijo que la política de acoso sexual de la compañía no prohibía las relaciones sexuales entre gerentes y empleados. Según la reportera de noticias de negocios Eve Tahmincioglu, "los proveedores de CBS deben seguir las políticas de conducta de la empresa" y la Declaración de conducta comercial de CBS 2008 establece que "Si se desarrolla una relación sexual o de consentimiento entre un supervisor y un subordinado directo o indirecto, CBS requiere que el supervisor divulgue esta información al Departamento de Recursos Humanos de su Compañía".
El 3 de octubre de 2009, una exempleada de la CBS, Holly Hester, anunció que ella y Letterman habían participado en un "secreto" de un año de duración a principios de la década de 1990 cuando era su pasante y estudiante en la Universidad de Nueva York .
El 5 de octubre de 2009, Letterman dedicó un segmento de su espectáculo a una disculpa pública a su esposa y al personal. Tres días después, Worldwide Pants anunció que Birkitt había sido colocado en un "permiso pagado de ausencia" del Late Show. El 15 de octubre, CBS News anunció que el Corresponsal principal de Investigación de la compañía, Armen Keteyian, había sido asignado para llevar a cabo una "investigación en profundidad" de Letterman.

### Acusaciones de acoso sexual
En noviembre de 2009 David Letterman fue acusado de abuso de poder y acoso sexual. Letterman también es conocido por realizar en su programa entrevistas incómodas y subidas de tono a mujeres y artistas invitadas donde lo habitual es que las conversaciones pasen de cómicas a inapropiadas en cuestión de segundos, la entrevista más perturbadora al respecto fue la realizada en el año 1998 a la actriz de la serie de televisión Friends Jennifer Aniston, donde el presentador se acercó al cuello de la invitada para seguidamente chuparle el cabello.

### Coches
Letterman es un entusiasta de los automóviles y posee una extensa colección. En 2012, se informó que la colección consistía en diez Ferraris, ocho Porsches, cuatro Austin Healeys, dos motocicletas Honda, una camioneta Chevy y un automóvil de fabricantes de automóviles Mercedes-Benz, Jaguar, MG, Volvo y Pontiac.
En su aparición en el 2013 en Comedians in Cars Getting Coffee, parte de la conversación de Jerry Seinfeld con Letterman se filmó en el modesto camionero Volvo 960 de Letterman en 1995, que funciona con un motor de carreras de 380 caballos de fuerza. Paul Newman hizo construir el auto para Letterman.

### Foo Fighters
Letterman comparte una estrecha relación con la banda de rock Foo Fighters desde su aparición en su primer programa a su regreso de una cirugía de corazón (consulte la sección "Interrupción de la cirugía de corazón" para obtener más información). La banda apareció muchas veces en el Late Show (consulte la sección "Retirement from Late Show" para obtener más información), incluida una temporada de una semana de duración en octubre de 2014. 
Mientras presentaba la actuación de la banda de " Miracle" en el programa del 17 de octubre de 2014, Letterman contó la historia de cómo un video de recuerdo de él y su hijo de cuatro años aprendiendo a esquiar usó la canción como música de fondo, sin que lo supiera Letterman, hasta que lo vio. Él dijo: "Esta es la segunda canción de ellos que siempre tendrá un gran significado para mí por el resto de mi vida". Esta fue la primera vez que la banda había escuchado esta historia.
Worldwide Pants coprodujo la serie de televisión Sonic Highways de Dave Grohl. "Letterman fue la primera persona en apoyar este proyecto", admitió Grohl.

## Filmografía

### Película
| Año  | Título                           | Papel                             | Notas                       |
| ---- | -------------------------------- | --------------------------------- | --------------------------- |
| 1994 | Mozo de camarote                 | Sal vieja en pueblo de pescadores | Acreditado como Earl Hofert |
| 1996 | Eddie                            | Él mismo                          | cameo                       |
| 1996 | Beavis y Butt-Head hacen América | Mötley Crüe roadie (voz)          | Acreditado como Earl Hofert |
| 1997 | Partes privadas                  | Él mismo                          | cameo                       |
| 1999 | Hombre en la luna                | Él mismo                          | cameo                       |
| 2005 | Strangers with Candy             |                                   | Productor ejecutivo         |
| 2016 | Manchar                          | Él mismo                          | cameo                       |

### Televisión
| Year      | Title                                                    | Role(s)                   | Notes                                                                             |
| --------- | -------------------------------------------------------- | ------------------------- | --------------------------------------------------------------------------------- |
| 1977      | The StarlyVocal ByShow                                   | Presentador/ Varios       | 6 episodios                                                                       |
| 1978      | Mary                                                     | Presentador/ Varios       | 3 episodios                                                                       |
| 1978      | Peeping Times                                            | Dan Cochran               | Película de TV                                                                    |
| 1979      | Fast Friends                                             | Matt Morgan               | Película de TV                                                                    |
| 1979      | Mork & Mindy                                             | Ellsworth                 | Episodio: "Mork Goes Erk"                                                         |
| 1979      | The Mary Tyler Moore Hour                                | Varios roles              | 8 episodios                                                                       |
| 1979      | Password Plus                                            | Él mismo                  | Game Show Participant / Celebrity Guest Star                                      |
| 1980      | The David Letterman Show                                 | Él mismo (Presentador)    | 90 episodios; comocreador, escritor y productor ejecutivo                         |
| 1981      | Open All Night                                           | Hombre trajeado           | Episodio: "Buckaroo Buddies"                                                      |
| 1982–1993 | Late Night with David Letterman                          | Él mismo (Presentador)    | 1,819 episodios; como creador, escritor y productor ejecutivo                     |
| 1986      | 38th Primetime Emmy Awards                               | Él mismo (co-Presentador) | Special                                                                           |
| 1993–2015 | Late Show with David Letterman                           | Él mismo (Presentador)    | 4,263 episodios; como creador, escritor y productor ejecutivo                     |
| 1993      | Murphy Brown                                             | Él mismo                  | Episodio: "Bump in the Night"                                                     |
| 1993      | The Building                                             | El ladroón                | 5 episodios; comoproductor ejecutivo comoappeared in Episodio: "Damned If You Do" |
| 1993–1995 | The Larry Sanders Show                                   | Él mismo                  | 2 episodios                                                                       |
| 1994      | Beavis yButt-Head                                        | Él mismo (voz)            | Episodio: "Late Night with Butt-head"                                             |
| 1995      | 67th Academy Awards                                      | Él mismo (Presentador)    | Especial de televisión                                                            |
| 1995–1999 | The Late Late Show with Tom Snyder                       |                           | 777 episodios; como cocreador y productor ejecutivo                               |
| 1995–1996 | Bonnie                                                   |                           | 13 episodios; como productor ejecutivo                                            |
| 1995      | The Nanny                                                | Él mismo                  | Episodio: "Pen Pal"                                                               |
| 1995      | Favorite Deadly Sins                                     | Él mismo                  | Película de TV                                                                    |
| 1996      | The Dana Carvey Show                                     | Él mismo                  | Episodio: "The Diet Mug Root Beer Dana Carvey Show"                               |
| 1996      | Seinfeld                                                 | Él mismo                  | Episodio: "The Abstinence"                                                        |
| 1996      | The High Life                                            |                           | 8 episodios; como productor ejecutivo                                             |
| 1996–2005 | Everybody Loves Raymond                                  |                           | 210 episodios; como productor ejecutivo                                           |
| 1997–1998 | Spin City                                                | Él mismo / Rags           | 2 episodios                                                                       |
| 1998      | Cosby                                                    | Él mismo                  | Episodio "Fifteen Minutes of Fame"                                                |
| 1999–2004 | The Late Late Show with Craig Kilborn                    |                           | 1,190 episodios; como cocreador y productor ejecutivo                             |
| 2000–2004 | ED                                                       |                           | 83 episodios; como cocreador y productor ejecutivo                                |
| 2005–2014 | The Late Late Show with Craig Ferguson                   |                           | 2,058 episodios; como cocreador y productor ejecutivo                             |
| 2007      | The Knights of Prosperity                                |                           | 13 episodios; como productor ejecutivo                                            |
| 2012      | Los Simpson                                              | Él mismo (voz)            | Episodio: "The D'oh-cial Network"                                                 |
| 2016      | Planeta en peligro                                       | Él mismo (correspondent)  | Episodio: "A Race Against Time"                                                   |
| 2018      | My Next Guest Needs No Introduction with David Letterman | Él mismo (Presentador)    | Creador, guionista y productor.                                                   |

## Premios y honores

### David Letterman Comunicación y construcción de medios
El 7 de septiembre de 2007, Letterman visitó su alma mater, Ball State University en Muncie, Indiana, para la dedicación de un centro de comunicaciones nombrado en su honor por su dedicación a la universidad. David Letterman Communication y Media Building abrió sus puertas para el semestre de otoño de 2007. Miles de estudiantes, profesores y residentes locales de Ball State dieron la bienvenida a Letterman a Indiana. El emotivo discurso de Letterman se refirió a sus dificultades como estudiante universitario y su difunto padre, y también incluyó las "diez cosas más importantes de tener su nombre en un edificio", y terminó con "si las personas razonables pueden poner mi nombre en un edificio de 21 millones de dolares, todo es posible". Durante muchos años, Letterman "ha brindado una asistencia sustancial al Departamento de Telecomunicaciones de [Ball State], incluida una beca anual que lleva su nombre".
Al mismo tiempo, Letterman recibió un premio Sagamore of the Wabash otorgado por el gobernador de Indiana, Mitch Daniels, que reconoce el servicio distinguido al estado de Indiana.

### Premios y nominaciones
En su calidad de intérprete, productor o parte de un equipo de escritores, Letterman se encuentra entre las personas más nominadas en la historia de los Premios Emmy con 52 nominaciones, ganando dos premios Daytime Emmy y diez Primetime Emmy desde 1981. Ganó cuatro American Comedy Awards y en 2011 se convirtió en el primer galardonado con el Johnny Carson Award a Comed Excellence en The Comedy Awards .
Letterman fue galardonado con el Kennedy Center Honors 2012, donde fue llamado "una de las personalidades más influyentes en la historia de la televisión, que entretuvo a toda una generación de espectadores nocturnos con su ingenio y encanto poco convencionales". El 16 de mayo de 2017, Letterman fue nombrado el próximo ganador del Premio Mark Twain para el Humor Americano, el premio otorgado anualmente por el Centro John F. Kennedy para las Artes Escénicas. Estaba programado para recibir el premio en una ceremonia programada para el 22 de octubre.
| Año  | Nominador por:                  | Academia                            | Categoría                                                                         | Resultado |
| ---- | ------------------------------- | ----------------------------------- | --------------------------------------------------------------------------------- | --------- |
| 1981 | The David Letterman Show        | Daytime Emmy Awards                 | Anfitrión excepcional o anfitrión en una serie de variedades[cita requerida]      |           |
| 1981 | The David Letterman Show        | Daytime Emmy Awards                 | Logro individual sobresaliente - Escritores[cita requerida]                       |           |
| 1984 | Late Night with David Letterman | Primetime Emmy Awards               | Escritura sobresaliente en un programa de variedades o música                     |           |
| 1984 | Late Night with David Letterman | Primetime Emmy Awards               | Programa de Variedad, Música o Comedia Sobresaliente                              |           |
| 1985 | Late Night with David Letterman | Primetime Emmy Awards               | Escritura sobresaliente en un programa de variedades o música                     |           |
| 1985 | Late Night with David Letterman | Primetime Emmy Awards               | Programa de Variedad, Música o Comedia Sobresaliente                              |           |
| 1986 | Late Night with David Letterman | Primetime Emmy Awards               | Escritura sobresaliente en un programa de variedades o música                     |           |
| 1986 | Late Night with David Letterman | Primetime Emmy Awards               | Programa de Variedad, Música o Comedia Sobresaliente                              |           |
| 1987 | Late Night with David Letterman | Primetime Emmy Awards               | Escritura sobresaliente en un programa de variedades o música                     |           |
| 1987 | Late Night with David Letterman | Primetime Emmy Awards               | Programa de Variedad, Música o Comedia Sobresaliente                              |           |
| 1988 | Late Night with David Letterman | Primetime Emmy Awards               | Escritura sobresaliente en un programa de variedades o música                     |           |
| 1988 | Late Night with David Letterman | Primetime Emmy Awards               | Programa de Variedad, Música o Comedia Sobresaliente                              |           |
| 1989 | Late Night with David Letterman | American Comedy Awards              | El intérprete masculino más divertido en un especial de TV[cita requerida]        |           |
| 1989 | Late Night with David Letterman | American Comedy Awards              | Escritura sobresaliente en un programa de variedades o música                     |           |
| 1989 | Late Night with David Letterman | American Comedy Awards              | Programa de Variedad, Música o Comedia Sobresaliente                              |           |
| 1990 | Late Night with David Letterman | Primetime Emmy Awards               | Escritura sobresaliente en un programa de variedades o música                     |           |
| 1990 | Late Night with David Letterman | Primetime Emmy Awards               | Variedad destacada, serie de música o comedia                                     |           |
| 1991 | Late Night with David Letterman | Primetime Emmy Awards               | Escritura sobresaliente en un programa de variedades o música                     |           |
| 1991 | Late Night with David Letterman | Primetime Emmy Awards               | Programa de Variedad, Música o Comedia Sobresaliente                              |           |
| 1992 | Late Night with David Letterman | Primetime Emmy Awards               | Programa de Variedad, Música o Comedia Sobresaliente                              |           |
| 1992 | Late Night with David Letterman | Primetime Emmy Awards               | Logro individual sobresaliente en escritura en un programa de variedades o música |           |
| 1993 | Late Night with David Letterman | Primetime Emmy Awards               | Variedad destacada, serie de música o comedia                                     |           |
| 1993 | Late Night with David Letterman | Primetime Emmy Awards               | Logro individual sobresaliente en escritura en un programa de variedades o música |           |
| 1994 | Late Show with David Letterman  | Primetime Emmy Awards               | Variedad destacada, serie de música o comedia                                     |           |
| 1994 | Late Show with David Letterman  | Primetime Emmy Awards               | El artista masculino más divertido en una serie de televisión                     |           |
| 1994 | Late Show with David Letterman  | Primetime Emmy Awards               | Logro individual sobresaliente en escritura en un programa de variedades o música |           |
| 1995 | Late Show with David Letterman  | American Comedy Awards              | El intérprete masculino más divertido en un especial de TV[cita requerida]        |           |
| 1995 | Late Show with David Letterman  | American Comedy Awards              | Escritura sobresaliente para una variedad o serie musical                         |           |
| 1995 | Late Show with David Letterman  | American Comedy Awards              | Logro individual sobresaliente en escritura en un programa de variedades o música |           |
| 1996 | Late Show with David Letterman  | Primetime Emmy Awards               | Escritura sobresaliente en un programa de variedades o música                     |           |
| 1996 | Late Show with David Letterman  | Primetime Emmy Awards               | Escritura sobresaliente para una variedad o serie musical                         |           |
| 1997 | Late Show with David Letterman  | Primetime Emmy Awards               | Escritura sobresaliente en un programa de variedades o música                     |           |
| 1998 | Late Show with David Letterman  | Primetime Emmy Awards               | Escritura sobresaliente en un programa de variedades o música                     |           |
| 1998 | Late Show with David Letterman  | Primetime Emmy Awards               | Excelente desempeño en un programa de variedades o música                         |           |
| 1999 | Late Show with David Letterman  | Primetime Emmy Awards               | Escritura sobresaliente en un programa de variedades o música                     |           |
| 2000 | Late Show with David Letterman  | Primetime Emmy Awards               | Escritura sobresaliente en un programa de variedades, música o comedia.           |           |
| 2000 | Late Show with David Letterman  | Primetime Emmy Awards               | Escritura sobresaliente en un programa de variedades o música                     |           |
| 2001 | Late Show with David Letterman  | American Comedy Awards              | El artista masculino más divertido en una serie de televisión[cita requerida]     |           |
| 2001 | Late Show with David Letterman  | Primetime Emmy Awards               | Escritura sobresaliente en un programa de variedades, música o comedia.           |           |
| 2001 | Late Show with David Letterman  | Primetime Emmy Awards               | Actuación individual sobresaliente en un programa de variedades o música          |           |
| 2001 | Late Show with David Letterman  | Primetime Emmy Awards               | Escritura sobresaliente en un programa de variedades o música                     |           |
| 2002 | Late Show with David Letterman  | Primetime Emmy Awards               | Escritura sobresaliente en un programa de variedades, música o comedia.           |           |
| 2002 | Late Show with David Letterman  | Primetime Emmy Awards               | Escritura sobresaliente en un programa de variedades o música                     |           |
| 2003 | Late Show with David Letterman  | Primetime Emmy Awards               | Escritura sobresaliente en un programa de variedades, música o comedia.           |           |
| 2004 | Late Show with David Letterman  | Primetime Emmy Awards               | Escritura sobresaliente en un programa de variedades, música o comedia.           |           |
| 2005 | Late Show with David Letterman  | Primetime Emmy Awards               | Escritura sobresaliente en un programa de variedades, música o comedia.           |           |
| 2006 | Late Show with David Letterman  | Primetime Emmy Awards               | Escritura sobresaliente en un programa de variedades, música o comedia.           |           |
| 2006 | Late Show with David Letterman  | Primetime Emmy Awards               | Actuación individual sobresaliente en un programa de variedades o música          |           |
| 2007 | Late Show with David Letterman  | Primetime Emmy Awards               | Escritura sobresaliente en un programa de variedades, música o comedia.           |           |
| 2007 | Late Show with David Letterman  | Primetime Emmy Awards               | Actuación individual sobresaliente en un programa de variedades o música          |           |
| 2008 | Late Show with David Letterman  | Primetime Emmy Awards               | Escritura sobresaliente en un programa de variedades, música o comedia.           |           |
| 2008 | Late Show with David Letterman  | Primetime Emmy Awards               | Actuación individual sobresaliente en un programa de variedades o música          |           |
| 2009 | Late Show with David Letterman  | Primetime Emmy Awards               | Escritura sobresaliente en un programa de variedades, música o comedia.           |           |
| 2009 | Late Show with David Letterman  | Primetime Emmy Awards               | Variedad destacada, serie de música o comedia                                     |           |
| 2011 | Late Show with David Letterman  | The Comedy Awards                   | Johnny Carson Comedy Award                                                        |           |
| 2012 | David Letterman                 | Kennedy Center Honors               | Benificiario                                                                      |           |
| 2015 | Late Show with David Letterman  | Primetime Emmy Awards               | Variedad excepcional serie hablada                                                |           |
| 2015 | David Letterman                 | Peabody Awards                      | Benificiario                                                                      |           |
| 2017 | David Letterman                 | Mark Twain Prize for American Humor | Benificiario                                                                      |           |

## Otras lecturas
- Zinoman, Jason (2017). Letterman – The Last Giant of Late Night. HarperCollins. ISBN 9780062377210. Zinoman, Jason (2017). Letterman – The Last Giant of Late Night. HarperCollins. ISBN 9780062377210. Zinoman, Jason (2017). Letterman – The Last Giant of Late Night. HarperCollins. ISBN 9780062377210. Zinoman, Jason (2017). Letterman – The Last Giant of Late Night. HarperCollins. ISBN 9780062377210., "Reseña del libro: El legado de David Letterman, Ícono de la Generación Grizzled" por Tom Carson, The New York Times, 10 de abril de 2017
- McShane, Larry (11 de marzo de 2017). «Late-night legend David Letterman's ugly personality no laughing matter, former colleagues say».